# Astéas
Astéas (en grec ancien : Ἀστέας, actif entre 350 et 320 av. J.-C. à Paestum, Italie du Sud) a été l'un des peintres sur vase grecs les plus actifs de Grande-Grèce, adepte du style de la figure rouge. Il a dirigé un grand atelier qui a essentiellement réalisé des hydries et des cratères. Il peint le plus souvent des scènes mythologiques et théâtrales. Il est l'un des rares peintres de vases des colonies grecques dont le nom nous soit parvenu.

## Sélection d’œuvres
- Berlin, Antikensammlung

Calice krater F 3044 
- Kassel, Staatliche Museen

Skyphos
- Malibu, J. Paul Getty Museum

Calice krater 81.AE.78 (2006 sla Fonds aus einer Raubgrabung un Italien zurückgegeben) 
- Paris, musée national du Louvre

Lekanis K 570 
- Tampa, Tampa Museum of Art

Hydria 89.98 

## Galerie

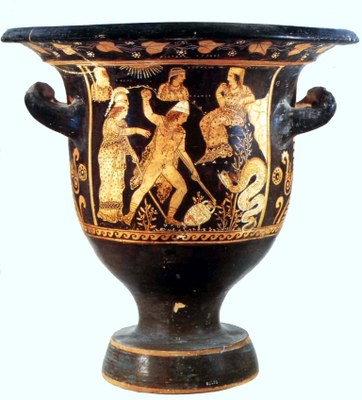
Cratère du musée archéologique de Naples
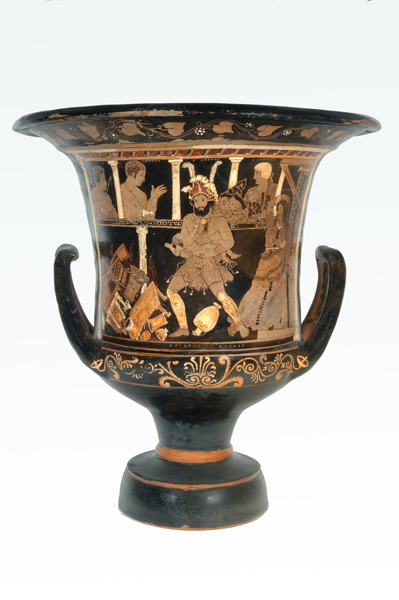
Cratère du musée archéologique national de Madrid
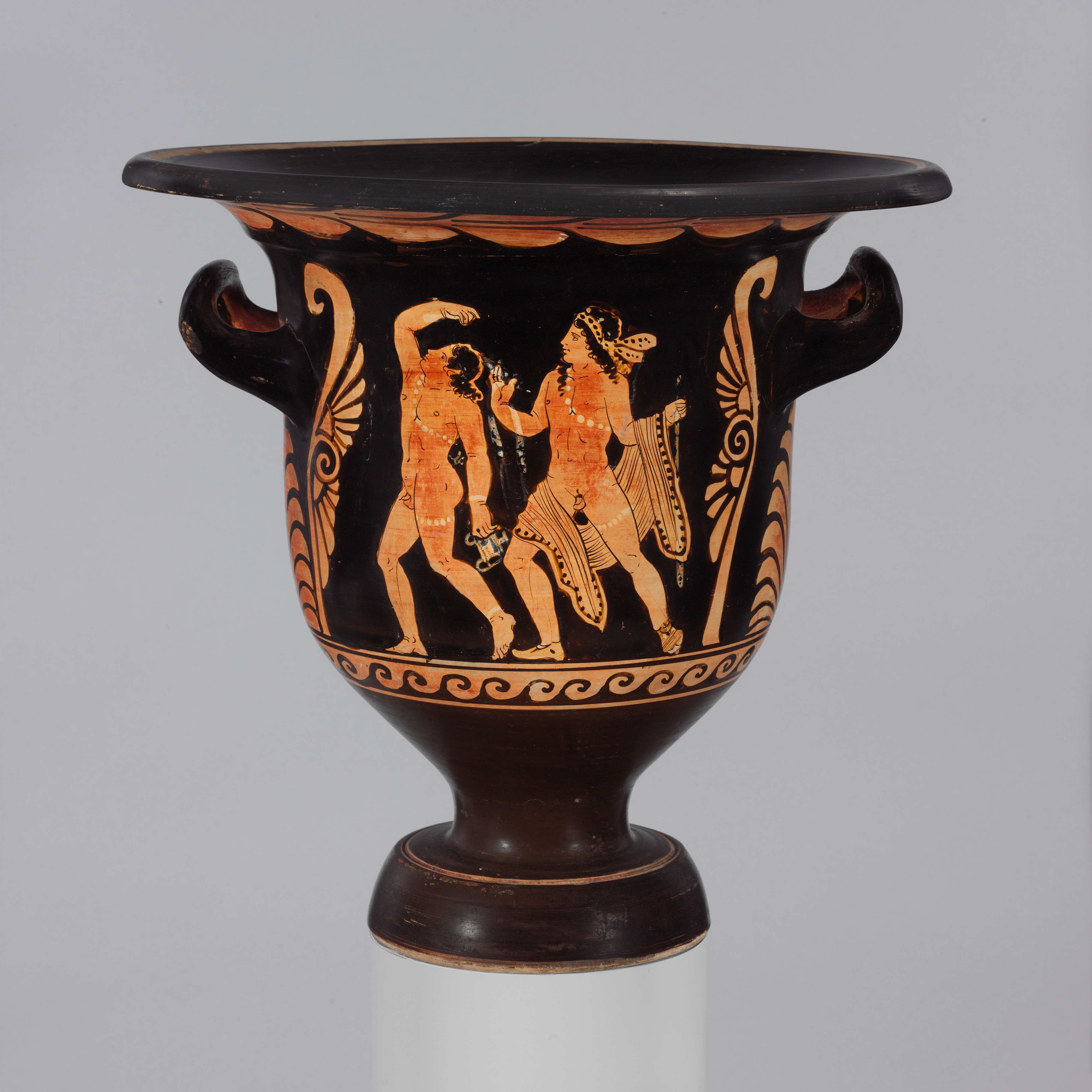
Cratère du Metropolitan museum of art (inv.62.11.3)
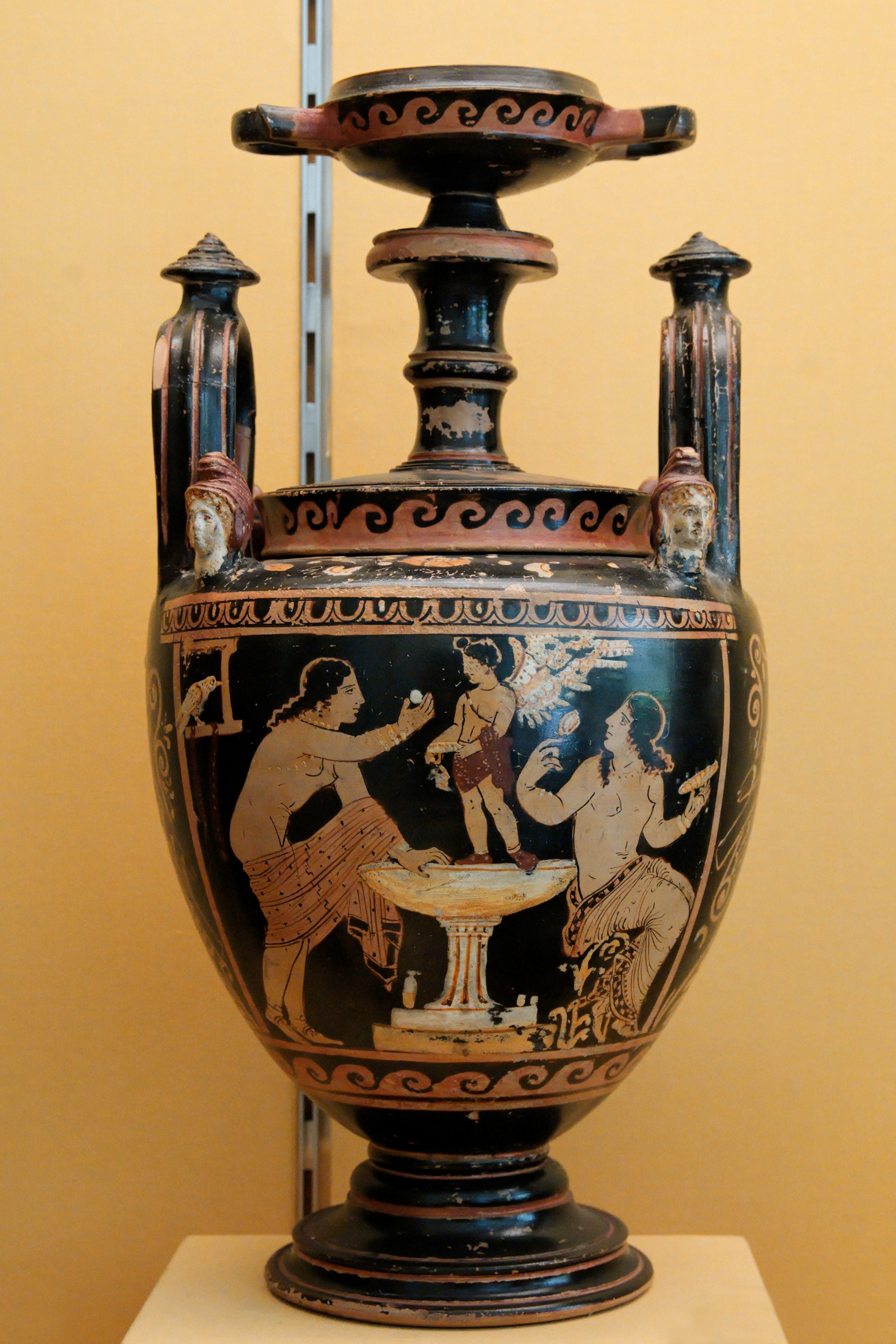
Lebes gamikos du musée archéologique national de Madrid (inv.11445 (L 433) )
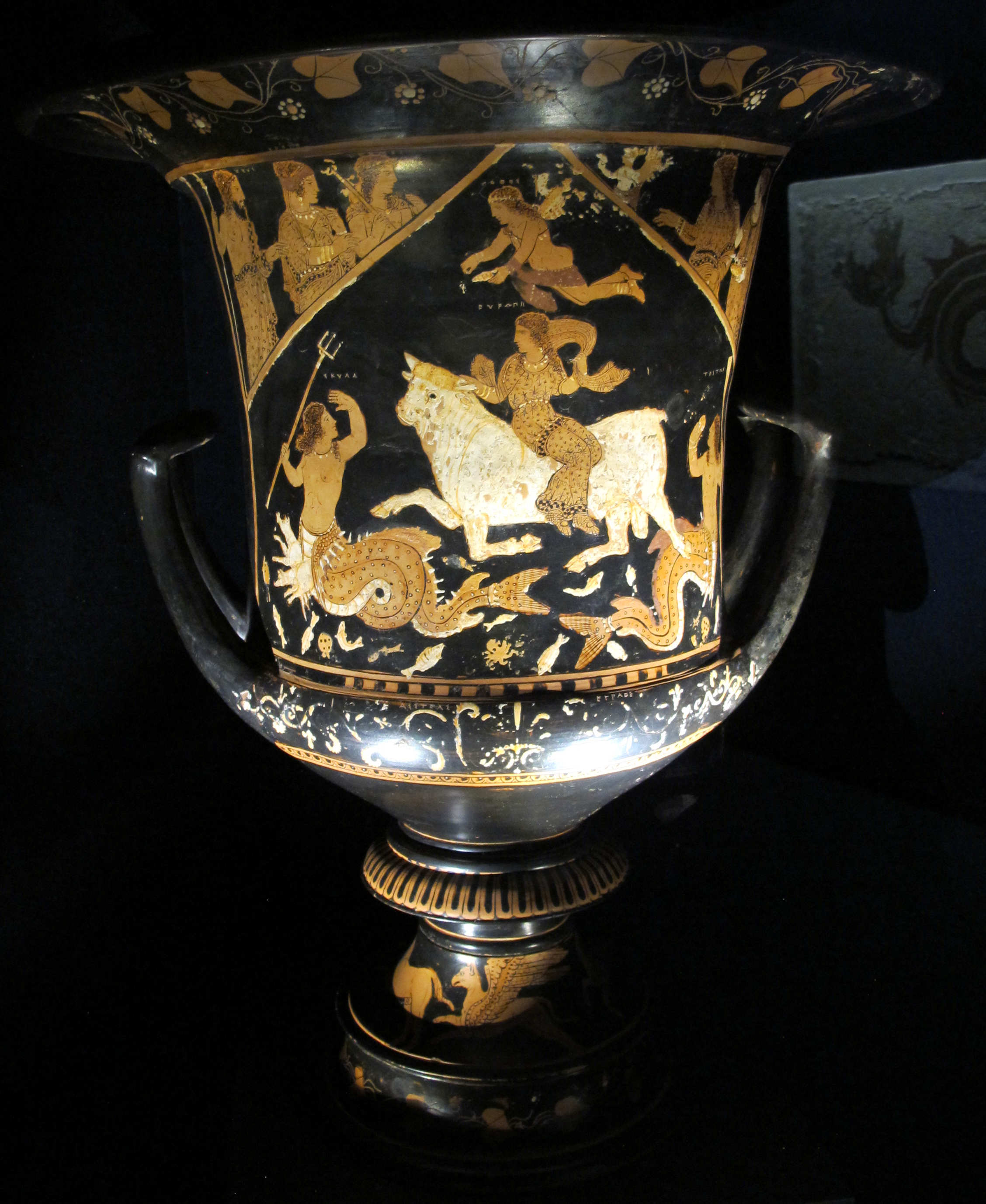
Cratère du musée archéologique de Paestum